# Mutação consonantal

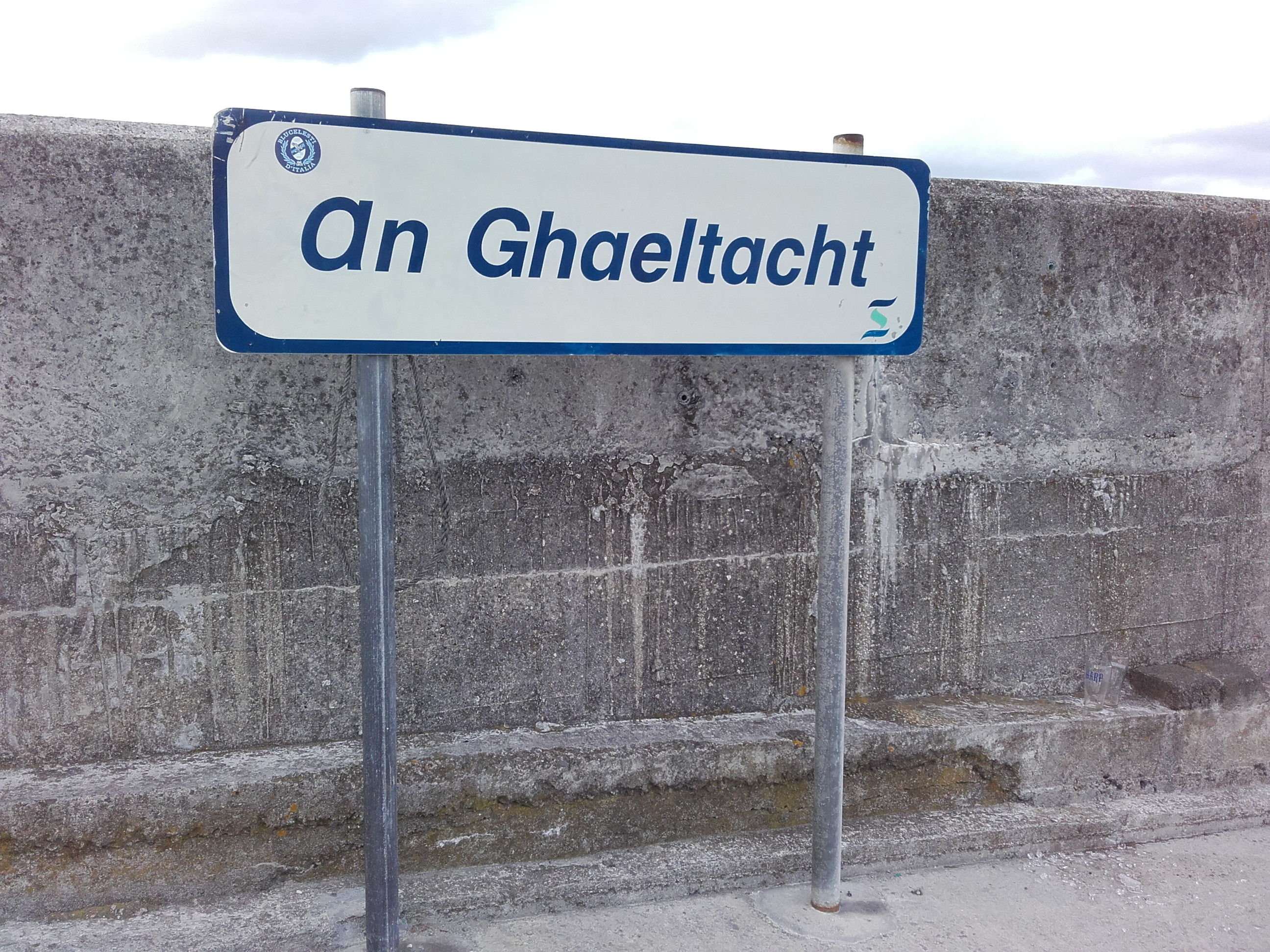
Placa em Inisheer indicando a existência local de uma gaeltacht, em que a palavra gaeltacht aparece lenida por estar precedida pelo artigo an.

A mutação consonantal é uma espécie de metaplasmo que ocorre dentro de um paradigma flexivo ou em combinação com clíticos, alterando sons consonantais na mesma posição. O fenômeno é especialmente conhecido por sua ocorrência nas línguas celtas, estando ausente em idiomas antigos como o irlandês arcaico (ancestral das línguas goidélicas) e o britônico comum (ancestral pouco atestado das línguas britônicas), mas prevalente em todas as seis línguas sobreviventes da família.

## Línguas goidélicas
Condições fonéticas do irlandês primitivo, tais quais o fim da palavra anterior terminando em uma vogal ou consoante nasal, geraram mutações alofônicas), que, com a perda diacrônica das condições anteriores, foram gramaticalizadas. O irlandês primitivo SINDI MAQQI (em português:  "do filho"), por exemplo, ter-se-ia tornado primeiramente /'sɪndi: 'β̃akʷi:/ em uma fase alofônica transitória, /ɪn β̃ak/ no irlandês antigo e, por fim, no irlandês moderno, in mhac (/ənˠ wak/).

### Irlandês
O irlandês tem duas classes de mutações consonantais: a lenição (em irlandês:  séimhiú /'ʃe:vʲu:/) e a eclipse (em irlandês:  urú /'uɾˠu:/).
As possibilidades de mutação consonantal no irlandês moderno são ortograficamente representadas de forma simples: a lenição adiciona a letra h após a consoante inicial (por exemplo, peann torna-se pheann), a eclipse de consoantes (surdas adiciona sua contraparte sonora antes (por exemplo, peann torna-se bpeann), e, por fim, a eclipse de consoantes sonoras adiciona uma nasal homorgânica antes (por exemplo, bean torna-se mbean). Foneticamente, a lenição transforma oclusivas em fricativas homorgânicas e /m, s/ em /v, h/, enquanto deleta f. A eclipse, por sua vez, transforma surdas em sonoras e sonoras em nasais. Em suma:
| Radical | Lenição | Eclipse |
| ------- | ------- | ------- |
| p /pˠ/  | ph /fˠ/ | bp /bˠ/ |
| p /pʲ/  | ph /fʲ/ | bp /bʲ/ |
| t /tˠ/  | th /h/  | dt /dˠ/ |
| t /tʲ/  | th /h/  | dt /dʲ/ |
| c /k/   | ch /x/  | gc /g/  |
| c /c/   | ch /ç/  | gc /ɟ/  |
| b /bˠ/  | bh /vˠ/ | mb /mˠ/ |
| b /bʲ/  | bh /vʲ/ | mb /mʲ/ |
| d /dˠ/  | dh /ɣ/  | nd /nˠ/ |
| d /dʲ/  | dh /j/  | nd /nʲ/ |
| g /g/   | gh /ɣ/  | ng /ŋ/  |
| g /ɟ/   | gh /j/  | ng /ɲ/  |
| m /mˠ/  | mh /vˠ/ | m /mˠ/  |
| m /mʲ/  | mh /vʲ/ | m /mʲ/  |
| s /sˠ/  | sh /h/  | s /sˠ/  |
| s /ʃ/   | sh /h/  | s /ʃ/   |

Um exemplo de efetiva função gramatical das mutações consonantais iniciais no irlandês está no pronome possessivo de terceira pessoa. Embora sempre seja a, o referente singular masculino gera lenição, o feminino singular não gera mutação, e o plural gera eclipse. Verifique-se:
- a bhróg /ə vɾˠo:g/ ("sapato dele")
- a bróg /ə vɾˠo:g/ ("sapato dela")
- a mbróg /ə mɾˠo:g/ ("sapato deles[as]")

### Manês
O manês, descendente do irlandês médio, preservou um sistema semelhante ao irlandês moderno de mutação consonantal, apresentando lenição e eclipse com resultados similares, ainda que representados pela ortografia inconsistentemente. Ainda que a eclipse tenha sido largamente simplificada nos estágios tardios da língua falada, o processo de revitalização do idioma resgatou o sistema mais conservador:
| Radical   | Lenição    | Eclipse |
| --------- | ---------- | ------- |
| p /p/     | ph /f/     | b /b/   |
| t(h) /t̪/  | h /h, x/   | d /d̪/   |
| çh /tʲ/   | h /h, xʲ/  | j /dʲ/  |
| c, k /k/  | ch /x, h/  | g /g/   |
| c, k /kʲ/ | ch /xʲ/    | g /gʲ/  |
| qu /kʲ/   | wh /hw/    | gu /g/  |
| b /b/     | b /v/      | m /m/   |
| bw /bw/   | w /w/      | mw /mw/ |
| m /m/     | b /v/      | m /m/   |
| mw /mw/   | w /w/      | mw /mw/ |
| d(h) /d̪/  | gh /ɣ, w/  | n /n/   |
| j /dʲ/    | gh /ɣʲ, j/ | n /nʲ/  |
| f /f/     | f /f/      | v /v/   |
| fw /fw/   | f /hw/     | w /w/   |
| s /s/     | h /hw/     | s /s/   |
| sh /ʃ/    | h /h, xʲ/  | sh /ʃ/  |

### Gaélico escocês
Embora o escocês padrão, alto registro deste idioma derivado do irlandês antigo, tenha o menor número de categorias de mutação consonantal inicial de todas as línguas celtas, preservando formalmente apenas a lenição, alguns dialetos desenvolveram a eclipse através do sândi de uma sequência entre palavras terminadas em nasais e outras iniciadas em oclusivas. Observe-se, por exemplo, a palavra bò (em português:  vaca, /po:/), que, em uma pronúncia padrão, não sofre alterações na expressão am bò (em português:  a vaca, /əm po:/. Alguns dialetos, contudo, alofonicamente transformariam a segunda palavra em /o:/, de forma a ainda se aproximarem gramaticalmente do irlandês arcaico, mas foneticamente do irlandês moderno (bó, an bhó). Ainda como variação dialetal, algumas expressões podem indicar vestígios de eclipse em regiões como Skye, Ross-shire e o leste de Sutherland.

## Línguas bretônicas

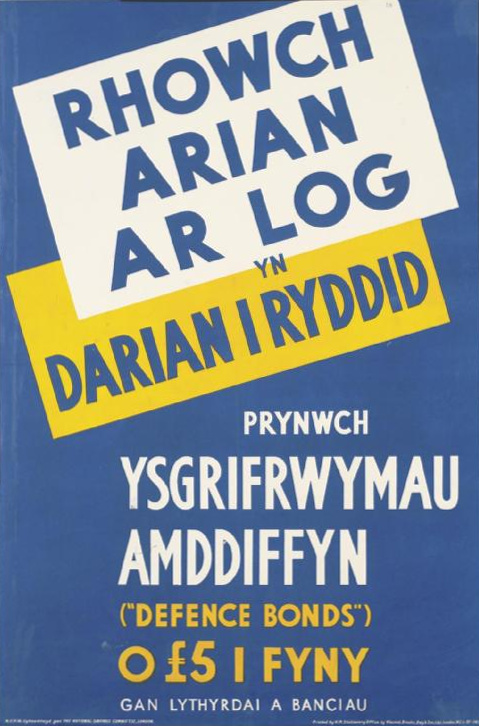
Anúncio em galês de venda de obrigações durante a Segunda Guerra Mundial. A palavra rhyddid ("liberdade") é lenida por estar precedida pela preposição i.

Assim como nas línguas goidélicas, as mutações do galês se desenvolveram como resultados de alófonos no britônico comum que se gramaticalizaram gradualmente, já mostrando sua plena funcionalidade morfossintática, por exemplo, no galês antigo, inclusive operante no substancial vocabulário latino que adentrara o britônico.

### Galês
O galês tem três tipos de mutação: a leve (em galês:  treiglad meddal; lenição), a aspirada (treiglad llaes) e a nasal (treiglad trwynol). A estas categorias primárias se soma a mutação mista, condição gramatical na qual se utiliza a mutação aspirada quando aplicável, e, em outros casos, a leve.
As mutações presentes no galês literário, assim como no galês coloquial padrão, são as seguintes:
| Radical | Lenição | Nasalização | Aspiração |
| ------- | ------- | ----------- | --------- |
| p /p/   | b /b/   | mh /m̥/      | ph /f/    |
| t /t/   | d /d/   | nh /n̥/      | th /θ/    |
| c /k/   | g /ɡ/   | ngh /ŋ̊/     | ch /χ/    |
| b /b/   | f /v/   | m /m/       | b /b/     |
| d /d/   | dd /ð/  | n /n/       | d /d/     |
| g /ɡ/   | -       | ng /ŋ/      | g /ɡ/     |
| m /m/   | f /v/   | m /m/       | m /m/     |
| ll /ɬ/  | l /l/   | ll /ɬ/      | ll /ɬ/    |
| rh /r̥/  | r /r/   | rh /r̥/      | rh /r̥/    |

Ao menos desde a década de 1960, contudo, estudiosos do galês percebem uma incorporação em dialetos do norte do País de Gales dos fonemas /t͡ʃ/ (ts) e /d͡ʒ/ (j), adquiridos de empréstimos do inglês, ao sistema de mutações:
| Radical | Lenição | Nasalização | Aspiração |
| ------- | ------- | ----------- | --------- |
| ts /t͡ʃ/ | j /d͡ʒ/  | ? /n̠̥, n̠̥ʃ/   | thi /θ͇/   |
| j /d͡ʒ/  | j /d͡ʒ/  | ? /n̠, n̠ʒ/   | j /d͡ʒ/    |

### Córnico
Apesar de não apresentar a nasalização do galês (exceto na residual expressão an nôr, "a terra"; cf. dôr "terra"), preservando sistemas de lenição (chamada "segundo estado" pela fundamental gramática de Henry Jenner) e aspiração ("terceiro estado") muito semelhantes, o córnico desenvolveu um segmento adicional: a mutação dura ("quarto estado"), em que oclusivas sonoras tornam-se surdas. Ainda há uma categoria adicional de mutações, chamada "mutação mista" ou "quinto estado" no estudo moderno, mas compreendida por Jenner como mera irregularidade, em que oclusivas sonoras e /m/ tornam-se fricativas surdas.
Segue-se uma tabela de mutações córnicas:
| Radical (I) | Lenição (II) | Aspiração (III) | Mutação dura (IV) | Mutação mista (V) |
| ----------- | ------------ | --------------- | ----------------- | ----------------- |
| p /p/       | b /p/        | f /f/           | p /p/             | p /p/             |
| t /t/       | d /d/        | th /θ/          | t /t/             | t /t/             |
| k, c /k/    | g /g/        | h /h/           | k, c /k/          | k, c /k/          |
| b /b/       | v /v/        | b /b/           | p /p/             | f /f/             |
| d /d/       | dh /ð/       | d /d/           | t /t/             | t /t/             |
| g /g/       | -            | g /g/           | k /k/             | h /h/             |
| g /g/       | w /w/        | g /g/           | k /k/             | hw /ʍ/            |
| gw /gw/     | w /w/        | gw /gw/         | kw /kw/           | hw /ʍ/            |
| m /m/       | v /v/        | m /m/           | m /m/             | f /f/             |
| ch /t͡ʃ/     | j /d͡ʒ/       | ch /t͡ʃ/         | ch /t͡ʃ/           | ch /t͡ʃ/           |

### Bretão
O bretão, particularmente próximo da língua córnica (ambas as línguas sendo virtualmente idênticas em suas formas antigas), tem um sistema de mutações consonantais extremamente semelhante ao córnico, apresentando as mesmas quatro categorias mutacionais, com bastante equivalência fonética.

## Japonês
O japonês exibe o fenômeno do rendaku (連濁), em que uma consoante surda inicial torna-se sonora por sua condição enquanto morfema não-inicial de uma composição ou palavra prefixada.
Ainda que não seja indicado no kanji, o rendaku é marcado no kana pela adição do sinal dakuten, indicando vocalização. O fenômeno é exemplificado por algumas palavras correntes do japonês, como ikebana (生け花) (composto por ike (生け) e hana (花)), origami (折り紙) (ori (折り) e kami (紙)) e hiragana (平仮名) (erro em {{japonês}}: Texto em japonês ou romaji necessário (ajuda) e kana (仮名)). As possibilidades de rendaku são as seguintes:
| Radical | Rendaku |
| ------- | ------- |
| k       | g       |
| s, ts   | z       |
| sh, ch  | j       |
| t       | d       |
| h, f    | b       |

Há discordância entre linguistas se o rendaku se trataria de um processo produtivo, morfofonológico, admitindo exceções, ou se seria mera característica de certas palavras. A primeira hipótese se fundamenta na extrema produtividade do dispositivo em diversos estágios do idioma, enquanto a segunda se vale das inúmeras exceções imprevisíveis a ele. Uma exceção regular, contudo (ainda que esta mesma, por sua vez, tenha as próprias exceções), é a chamada Lei de Lyman, segundo a qual, não podendo haver duas oclusivas sonoras no mesmo morfema, não há rendaku caso o morfema que o sofreria, gerando uma oclusiva sonora, já possui outra. Um exemplo está na união entre os termos ai (合) e kagi (鍵), que resulta aikagi (合鍵), e não *aigage.

## Línguas centrais de Vanuatu
Alguns idiomas falados no centro de Vanuatu, a exemplo do raga e do apma, apresentam mutação consonantal inicial de verbos em algumas declinações, provavelmente pela assimilação de uma partícula gramatical anterior. Em raga, por exemplo, contrasta-se nan vano ("eu fui") com nam bano ("eu vou").